# Pickelhering

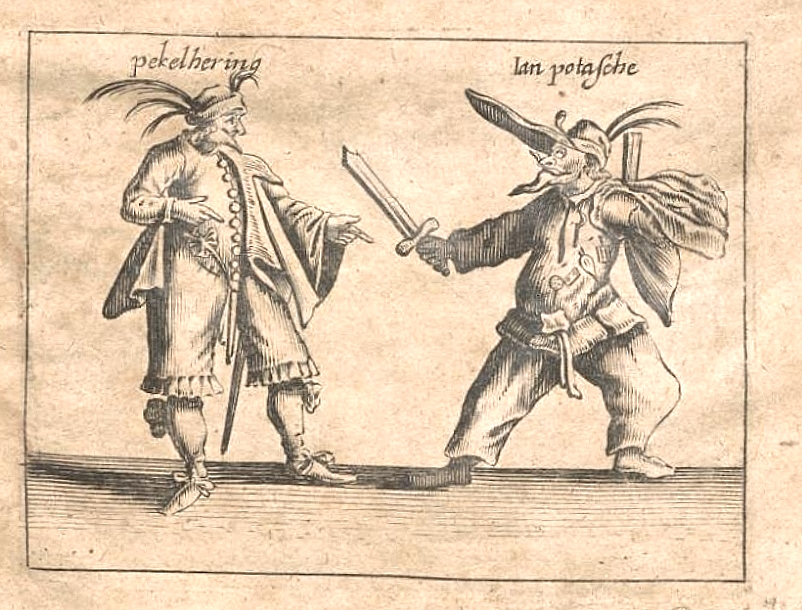
Pekelhering und Ian Potasche – Stich um 1650

Pickelhering (oder Pickelhäring) ist die Bezeichnung für die lustige Figur der englischen Komödiantentruppen, die im 17. Jahrhundert Deutschland bereisten. Pickel ist in der Bedeutung von Pökeln zu verstehen. Der Ausdruck bedeutet also „eingesalzener Fisch“.
Wie bei der Wurst als Wortbestandteil von Hanswurst oder der Suppe von Jean Potage bezieht sich der Name auf die Nahrung des einfachen Volks im Unterschied zur Hofgesellschaft. Pickelhering ist eine Dienerfigur im Unterschied zu den hochgestellten Personen der Haupt- und Staatsaktionen. Außerdem wird auf die Gefräßigkeit, die die komische Person seit Aristophanes auszeichnet, angespielt.
Andreas Gryphius lässt in seinem Stück Absurda Comica oder Herr Peter Squentz (1658) einen Pickelhäring als „des Königs lustiger Rat“ auftreten.